# Ian Marter
Ian Marter, né le 28 octobre 1944 à Coventry et mort d'une crise cardiaque le 28 octobre 1986 à Londres, est un acteur et écrivain anglais principalement connu dans les années 1970 pour son rôle autour de la série Doctor Who et de ses adaptations en livre.

## Carrière
Après des études à l'Université d'Oxford en 1969, il se tourne vers le théâtre et commence sa carrière en tant que régisseur au Bristol Old Vic où il tient parfois des petits rôles. Afin de pouvoir supporter une paye assez basse, il officie parfois en tant que livreur de lait ou en tant que professeur.

### Doctor Who
En 1971, il auditionne pour le rôle du Capitaine Mike Yates un rôle récurrent de la huitième saison de Doctor Who. Non retenu à l'audition, les producteurs gardent son contact et il est engagé en 1973 pour tenir un petit rôle dans l'épisode Carnival of Monsters.
L'année suivante il est engagé pour jouer dans Doctor Who le rôle régulier de Harry Sullivan dans la saison 12 de la série. Le personnage était créé afin de servir d'homme d'action de la série au cas où le nouveau Docteur serait joué par un homme trop vieux. Le nouveau Docteur ayant été incarné par un Tom Baker dans ses 40 ans, il fut décidé que son personnage ne serait pas reconduit pour la saison suivante.
Assez attaché à la série, il reste en contact avec la production. En 1975 il écrit avec l'acteur Tom Baker et le réalisateur James Hill, le scénario d'une adaptation cinématographique des aventures de Doctor Who au cinéma, intitulé Doctor Who meets Scratchman ou Doctor Who and the Big Game. Abandonné pour des raisons de budget, le Docteur devait rencontrer un être démoniaque nommé le Scratchmen et le climax final devait se dérouler à l'intérieur d'une table de Flipper géante dont les trous sont des portails vers d'autres dimensions.
De la fin des années 1970 aux années 1980, Ian Marter s'engage à écrire neuf novélisations des épisodes de Doctor Who pour les éditions Target Book. En 1986, il écrit aussi l'un des premiers romans dérivés de la série, racontant les aventures d'Harry Sullivan pour les éditions Target Book et intitulé Harry Sullivan's War. Sa dernière novélisation, une adaptation de l'épisode The Rescue fut complétée par Nigel Robinson et publiée à titre posthume à la suite de sa mort subite en 1986.

### Autres projets
Ian Marter continue sa carrière d'acteur à la télévision dans des séries comme Bergerac (1981) ou Sherlock Holmes (1986). Il a même des petits rôles dans des films comm L'Abominable Docteur Phibes (1971) La Grande Menace (1978). Il travaille même quelque temps en Nouvelle-Zélande au début des années 1980 et apparaît dans le soap opera Close to Home en 1982.
Avec les éditions Target Book, il novélise aussi certains films américains comme Splash et Le Clochard de Beverly Hills sous le nom de plume de Ian Don.

## Vie personnelle
En 1968 il se marie avec Rosemary Heyland et sera père de deux enfants. Diabétique, il meurt le jour de ses 42 ans d'une crise cardiaque à Londres en 1986.

## Sources
- (en) Cet article est partiellement ou en totalité issu de l’article de Wikipédia en anglais intitulé « Ian Marter » (voir la liste des auteurs).